# Acanthocardia
Acanthocardia es un género de almejas de agua salada, moluscos bivalvos marinos, perteneciente a la familia Cardiidae.

## Especies
Este género contiene las siguientes especies:
- Acanthocardia aculeata Linnaeus, 1758
- Acanthocardia deshayesii Payraudeau, 1826
- Acanthocardia echinata Linnaeus, 1758
- Acanthocardia mucronata Poli, 1795
- Acanthocardia paucicostata Sowerby, 1834
- Acanthocardia spinosa Lightfoot, 1786
- Acanthocardia tuberculata Linnaeus, 1758